# Surrender (Cheap Trick)
Surrender è una canzone dei Cheap Trick estratta come singolo dall'album Heaven Tonight e pubblicata nel giugno del 1978. Fu il primo brano del gruppo ad entrare nella Billboard Hot 100, posizionandosi al numero 62. Fu un grande successo in Giappone, permettendo al gruppo di esibirsi al Nippon Budokan a Tokyo.

## Contenuti
Scritta da Rick Nielsen, Surrender è considerata come l'inno dei giovani degli anni settanta per la sua musica frizzante e per le tematiche che vengono affrontate nel testo. In esso infatti viene mostrato il bizzarro rapporto tra il narratore, un ragazzo spensierato proveniente dal periodo baby boomer e i suoi genitori, che sono invece reduci del G.I. generation. Il protagonista si stupisce del fatto che sua madre e suo padre si vestano alla moda e si atteggino imitando il comportamento degli adolescenti. Il verso che più sottolinea questo fatto è "rolling numbers, rock-and-rolling, got my Kiss records out", in cui in pratica egli descrive l'atipico modo di fare l'amore dei suoi familiari, che si mettono a rotolare sul divano ascoltando i Kiss.
Nel libro del 2007 "Shake Some Action: The Ultimate Power Pop Guide" è presente una sezione dedicata ai Cheap Trick caratterizzata da una classifica dei venti migliori brani del gruppo. Uno di questi è proprio Surrender che è seguito da un breve commento dell'autore John M. Borack, che scrisse: <<Una selezione che è gioco da ragazzi, per essere sicuri, perché ritengo che sia clinicamente impossibile stancarsi di questo rock and roll funhouse. Una pietra miliare che rimarrà per secoli.>>
Il brano si trova alla posizione 471 della Lista delle 500 migliori canzoni secondo Rolling Stone redatta dalla rivista Rolling Stone.

## Esecuzioni dal vivo
La frase ricorrente "We're all all right!", ripetuta per quattro volte alla fine del pezzo, divenne la parte più apprezzata dell'intera composizione tanto che nelle esecuzioni dal vivo il cantante spesso si mise a ripeterla urlando diverse volte. In un'intervista del 2008, Rick Nielsen affermò: <<Quando scrissi la canzone, il "we're all all right" in origine doveva riferirsi a quattro di noi; è per questo che viene subito dopo il verso "Bun-E/Tom/Robin/Rick". Tuttavia dopo che iniziammo ad eseguire la composizione dal vivo, realizzai che, per la nostra audience, fosse realizzato per tutti noi - per la nostra generazione; che "we're ALL all right" ("stavamo TUTTI bene" ndt.) perché eravamo riusciti a sopravvivere agli anni '60 & al Vietnam & a Nixon & a tutto il resto, che eravamo ancora tutti lì, a suonare e a divertirci. Questo quando mentre incominciammo a cantarlo piano in concerto e, ti dirò, vidi 50 - 60 000 persone gridare "WE'RE ALL ALL RIGHT!" all'unisono, pensai fosse un'esperienza veramente positiva!>>
I Cheap Trick continuano ancora a suonare il pezzo e addirittura Nielsen in varie occasioni chiamò gli stessi Kiss a eseguirla con lui nel momento in cui li citava.

## Cover
- Gli Steel Pole Bath Tub re-interpretarono Surrender in 1996 insieme al suo originale b-side, Auf Wiedersehen.[5]
- I Terrorvision ri-registrarono la canzone per porla come lato B del loro singolo Middleman.
- Anche i Velvet Revolver fecero la stessa cosa per il loro Fall To Pieces.
- Becca, figlia del personaggio di David Duchovny Hank Moody, nella serie TV "Californication", suonò una cover del brano con la sua band Filthy Lucre nelle stagioni 1 e 5.
- La band Less Than Jake fecero una cover del pezzo per il loro album Anthem.
- I Paw inserirono una loro personale interpretazione di Surrender nel disco di cover Keep the Last Bullet for Yourself. Appare anche nella colonna sonora del film del 1994 "S.F.W.".
- I Green Day re-interpretarono la canzone unita in medley (chiamato The Midwest Medley) a Bastards of Young dei The Replacements.[6]
- I Pegboy ri-registrarono il brano per il loro Cha Cha Damore.
- Gli Zebrahead fecero una cover del pezzo per il loro album MFZB che tuttavia è presente solo come bonus-track dell'edizione giapponese del suddetto.
- Gli Ann Beretta inserirono una loro personale versione di Surrender nel loro To All Our Fallen Heroes (1999).
- I Warrant fecero la stessa cosa per il loro album del 2001 Under the Influence.[7]
- Gli Union eseguirono dal vivo la canzone e poi la registrarono per il loro disco live Live from the Galaxy.
- Gli American Hi-Fi li imitarono per il loro Live from Tokyo.[8][9]
- Gli Psychotic Youth re-interpretarono il brano per il loro album Stereoids.[10]
- I The Manges fecero una cover del pezzo per il loro Acid Beaters del 2005.[11][12]
- I Gluecifer inclusero una loro versione di Surrender nella raccolta B-Sides & Rarities 1994-2005.[13]
- Ryan Roxie eseguì la composizione nel tribute-album Cheap Dream: A Tribute to Cheap Trick.[14]
- I Simple Plan registrarono una cover del brano per la colonna sonora del lungometraggio "I Fantastici 4".[15]
- Nel 2006, i Rockstar Supernova concorsero contro i Tempesta Large per la performance dal vivo del pezzo.
- Surrender è stata usata come intro per lo show The Tonight Show with Conan O'Brien. Più specificatamente per il primo, in cui Cannon, che era ancora a New York, dovette correre per presentarsi allo spettacolo a Los Angeles.
- Il gruppo scozzese indie rock Frightened Rabbit eseguì nell'aprile del 2013 la canzone dal vivo durante la A.V. Undercover series del The A.V. Club.[16]
- Altre interpretazioni del brano sono state fatte dai The Posies, Pegboy, Dead Artist Syndrome, Harem Scarem, Chick, Nuno Bettencourt, Pearl Jam e Zan Clan.[17]
- Marilyn Manson cantò il pezzo nella serie di concerti organizzati da MTV per festeggiare il Capodanno del 2000. In questo modo divenne la prima composizione del millennio ad essere stata trasmessa da MTV.
- L'album dei Beastie Boys Check Your Head incomincia con un campionamento dell'intro del brano preso dall'album At Budokan, in cui Robin Zander esordisce con il dire: "la prima canzone del nostro nuovo album".[18]

## Curiosità
- Surrender è anche conosciuta per essere l'ultima canzone ad essere suonata sulla PA ai concerti dei Green Day prima che essi la ri-facciano sul palco.
- La versione originale della canzone è parte delle colonne sonore di Small Soldiers, Giovani guerrieri, Detroit Rock City, L'asilo dei papà, Pixels e Guardiani della Galassia Vol. 2.
- Nelle serie TV "South Park", "Scrubs", "Halfway Home" e "Sons & Daughters" è udibile la composizione.
- Surrender venne usato come sottofondo musicale della campagna pubblicitaria del parco a tema Universal Orlando Resort di Orlando.

## Posizione in classifica
| Classifica (1978)             | Posizione |
| ----------------------------- | --------- |
| Belgium (VRT Top 30 Flanders) | 5         |
| Canada (RPM)                  | 79        |
| Netherlands (Dutch Charts)    | 12        |
| U.S. Billboard Hot 100        | 62        |